# Biblioteka Polska im. Ignacego Domeyki
Biblioteka Polska im. Ignacego Domeyki (hiszp. Biblioteca Polaca Ignacio Domeyko) – biblioteka założona w 1960 roku w Buenos Aires, w Argentynie, z inicjatywy Polonii argentyńskiej jako centrum kultury polskiej w Ameryce Południowej.

## Historia
Jest to największa polonijna biblioteka w Ameryce Południowej, jej zbiory liczą ponad 25 tys. pozycji. Pomysł jej powstania zrodził się w 1959 roku i miała ona być trwałym pomnikiem uczczenia 1000–lecia powstania Państwa Polskiego. Miała również pełnić rolę Instytutu Polskiego w Argentynie i całej Ameryce Południowej.
Członków założycieli było  80 i znaleźli się wśród nich między innymi: Aleksandra Janta, Witold Małcużyński, Witold Gombrowicz, Wiktor Ostrowski, Florian Czarnyszewicz i inni. Pierwszy Zarząd powołano podczas walnego zebrania w dniu 4 czerwca 1960 roku. Początkowo wynajmowano pomieszczenia na potrzeby biblioteki. W 1964 roku postanowiono dobudować pawilon na terenie należącym do Związku Polaków w Argentynie, który mieścił się przy ul. Serrano 2076, obecnie ul. Jorge Luisa Borges. Dzięki pieniądzom przekazanym przez inżyniera Jana Kadenacego budynek został otwarty 30 kwietnia 1966 roku. Budynek i zbiory zostały uszkodzone w wyniku pożaru, który wybuch na początku stycznia 2005 roku  Odbudowano go przy pomocy Stowarzyszenia Wspólnota Polska.  W 2007 roku Związek Polaków w Argentynie podczas remontu swojej siedziby przeprowadził również remont pomieszczeń bibliotecznych. 
W 2012 roku biblioteka w ramach współpracy z Fundacją Ośrodka KARTA założyła Cyfrowe Archiwum Tradycji Lokalnej w Buenos Aires. W ciągu kolejnych 4 lat zgromadzono w nim 3900 fotografii i 55 relacji Polaków i osób polskiego pochodzenia mieszkających w Argentynie.

## Zbiory
Po powstaniu w 1960 roku biblioteka otrzymała dary z Paryża, Raperswilu i od prywatnych darczyńców.  prywatnych kolekcji. Gdy zbiory po pożarze w 2005 roku zostały uszkodzone w ich renowacji bibliotekę wsparli studenci Instytutu Zabytkoznawstwa i Konserwatorstwa Uniwersytetu Mikołaja Kopernika w Toruniu. Biblioteka posiada znaczącą kolekcję piśmiennictwa historycznego oraz  dokumenty oraz fotografie dokumentujące życie Polaków i Polonii w Argentynie.